# إرنست دوم

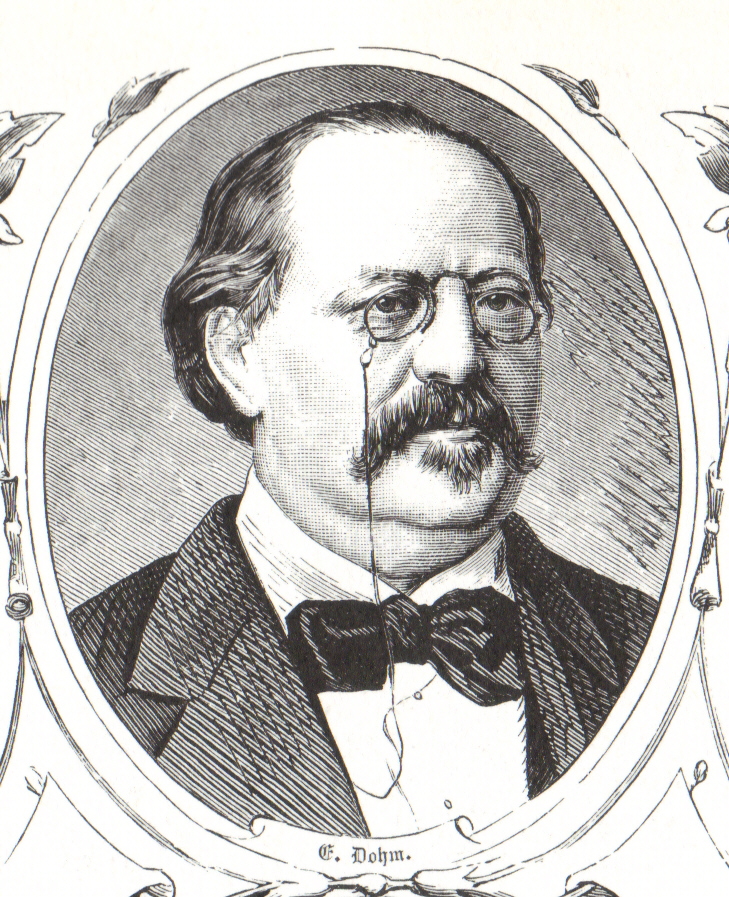
إرنست دوم

فريدريش فيلهلم إرنست دوم (ولد باسم إلياس ليفي دوم، والمعروف أيضًا باسمه المستعار كارلشن ميسنيك؛ 24 مايو 1819، بريسلاو - 5 فبراير 1883، برلين) كان محررًا وممثلًا ومترجمًا ألمانيًا.
كان يهوديًا ثم اعتنق المسيحية. تزوج بالناشطة النسوية هيدويغ دوم، وأنجب منها خمسة أبناء:
- هانز إرنست دوم (1854-1866)
- (غيرترود) هيدويغ (آنا) دوم (1855-1942)، متزوجة بالعالم اليهودي ألفريد برينغشيم
- إيدا ماري إليزابيث دوم (1856-؟)
- ماري بولين أدلهيد دوم (1858-؟)
- إيفا دوم (1860-؟)

وهو جد الموسيقي كلاوس برينغهايم الأب، وكاثرينا "كاتيا" برينغهايم، زوجة توماس مان. كان رئيس تحرير مجلة "كلاديراداتش"، وهي مجلة ساخرة تأسست عام ١٨٤٨، حتى عام ١٨٤٩.